# Der Kommandant und das Mädchen
Der Kommandant und das Mädchen (Originaltitel: The Commandant’s Girl) ist ein Taschenbuchroman aus dem Jahr 2009 von Pam Jenoff, einer Expertin für die Holocaust-Thematik. Mit diesem Buch feierte sie ihr Debüt. Der Roman wurde bereits für mehrere Preise nominiert und feierte in den USA und in England großen Erfolg.

## Inhalt
Krakau im Zweiten Weltkrieg: Als die Stadt von den Nazis besetzt wird, verliert die junge Jüdin Emma ihre Familie: Ihr Mann taucht unter, ihre Familie muss ins Ghetto. Zunächst folgt sie ihrer Familie freiwillig, flieht jedoch später aus dem Ghetto mit Hilfe der jüdischen Widerstandsbewegung. Sie findet mit ihrer neuen Identität als Christin Anna bei einer Bekannten ihres Mannes Unterschlupf. Sie wird die Assistentin von Georg Richwalder, des stellvertretenden Generalgouverneurs der Nazis. Er verliebt sich in sie und vertraut Anna. Emma hat nun Zugang zu geheimen Informationen und wichtigen Dokumenten für ihre Freunde im Untergrund. Schon bald gelingt ihr ein erster Erfolg, als sie Passierscheine erfolgreich nach draußen schmuggelt, um der Widerstandsbewegung damit zu helfen. Die Ereignisse spitzen sich zu, als Anna merkt, dass sie sich in einen Mann verliebt hat, der ihr Volk, ihren Mann, ihre Eltern, verfolgt und töten will…

## Stil
Das Buch wurde sehr einfühlsam und sentimental geschrieben. Grammatikalisch ist es in Ich-Form und im Präsens geschrieben.